# Perchuhi Partizpanjan-Barseghjan
Perchuhi Partizpanjan-Barseghjan (ur. 1889 roku w Płowdiwie, zm. 18 maja 1940 w Paryżu) – ormiańska pisarka. W latach 1919–1920 była jedną z trzech kobiet wybranych do parlamentu Republiki Armenii.

## Życiorys

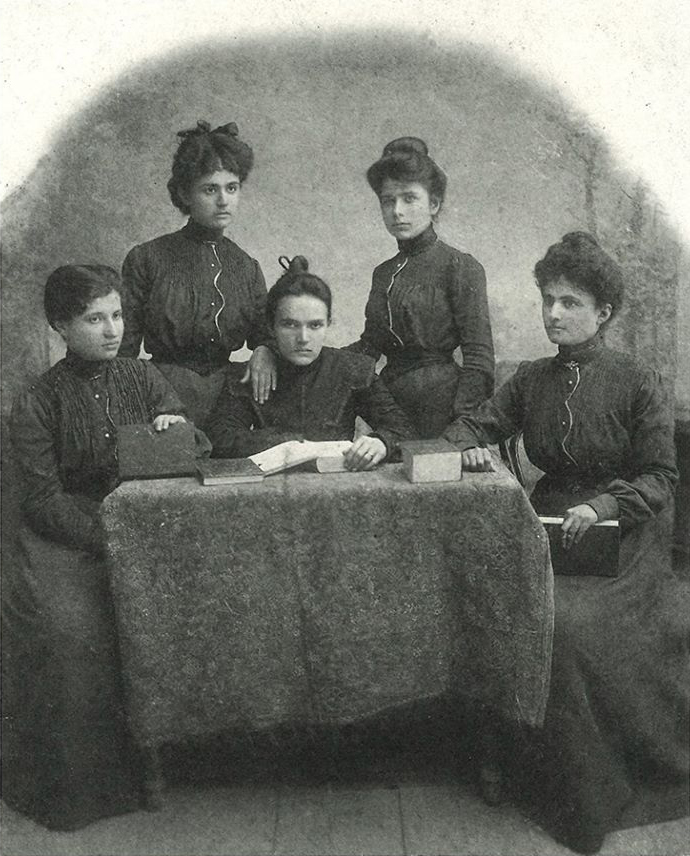
Perchuhi stoi po lewej stronie, wśród nauczycieli otaczających dyrektora szkoły Zoriana (Płowdiw) około 1907 roku.

Perchuhi Partizpanjan urodziła się w 1889 roku w Płowdiwie w rodzinie ormiańskiej. Wraz z siostrą Satenig chodziła do szkoły w swoim rodzinnym mieście. Od młodości była związana z ruchem niepodległościowym dzięki kontaktom z założycielem Armeńskiej Federacji Rewolucyjnej (FRA) Stepanem Zorianem i jego żoną Lisą, którzy wówczas prowadzili szkołę w Bułgarii. Jako 16 latka wyjechała do Edirne, gdzie poznała Sarkisa Barseghiana, Ormianina, który również był członkiem FRA. Zachęcił ją do założenia Związku Kobiet Ormiańskich. Perchuhi wyjechała do Genewy, gdzie studiowała literaturę i pedagogikę. Pod pseudonimem Etna zaczęła pisać, zwłaszcza opowiadania, które później zebrano w Փոթորիկէն վերջ.

### Kariera
Po ukończeniu studiów Perchuhi Partizpanjan wyjechała do Turcji, gdzie uczyła w Van, a następnie w Giresun. W 1909 roku wyszła za mąż za Sarkisa Barseghjana, który został przywódcą FRA w Konstantynopolu. Urodził im się syn Armen (1914–2003). W marcu 1915 roku Sarkis został aresztowany, a 30 kwietnia stracony przez władze osmańskie, na samym początku ludobójstwa Ormian. Perchuhi uciekła z synem do Sofii, a potem zamieszkała w Tbilisi. Wróciła do pracy w szkole, najpierw w szkole dla dziewcząt Sainte-Gayané, a potem Mariamian-Hovnanian.
Kiedy Armenia odzyskała niepodległość 28 maja 1918 roku Perchuhi zamieszkała w Erywaniu. Współpracowała z innymi członkami FRA w pracach zmierzających do zagwarantowania w nowej konstytucji powszechnego prawa wyborczego, a tym samym prawo wyborczego dla kobiet. Zajmowała się też razem z innymi kobietami sierotami i uchodźcami.
Podczas wyborów parlamentarnych, które odbyły się 21 i 23 czerwca 1919 roku, Perchuhi Barseghjan została jedną z trzech kobiet wybranych do parlamentu obok Warwary Sahakjan i Katarine Zaljan-Manukjan. W obradach parlamentu uczestniczyła do grudnia 1920 roku, czyli do dnia inwazji Armii Czerwonej na Armenię.
Perchuhi wraz z synem uciekła z Armenii i zamieszkała w Sofii. Potem przeniosła się do Paryża, gdzie pracowała dla Międzynarodowego Nansenowskiego Biura ds. Uchodźców, kontynuując jednocześnie swoją twórczość literacką. Jedno z jej opowiadań zostało nagrodzone przez amerykańskiego pisarza Edwarda Josepha Harringtona O'Briena, natomiast inne, takie jak Արփիկը i Օղակ մը շղթայէս zostały przetłumaczone na język angielski i francuski. Swoje wspomnienia, zatytułowane Խանձուած օրեր publikowała w odcinkach w latach 1938–1939 w ormiańsko-amerykańskiej gazecie „Haïrenik”.
Perchuhi Barseghjan zmarła 18 maja 1940 w Paryżu i tam została pochowana. W 2004 roku ukazało się w Marsylii tłumaczenie jej wspomnień na język francuski (Jours de cendres à Istanbul). Autorem tłumaczenia był jej syn Armen. W 2016 roku pisarz i dziennikarz Hakob Palian z okazji stulecia ludobójstwa opublikował ich nowe wydanie.
W czerwcu 2020 roku jej prawnuczka Jeanne Barseghian została wybrana burmistrzem francuskiego Strasburga.